# Elizabethtown (Illinois)
Elizabethtown es una villa ubicada en el condado de Hardin en el estado estadounidense de Illinois. En el Censo de 2010 tenía una población de 299 habitantes y una densidad poblacional de 162,6 personas por km².

## Geografía
Elizabethtown se encuentra ubicada en las coordenadas 37°26′58″N 88°18′15″O / 37.44944, -88.30417. Según la Oficina del Censo de los Estados Unidos, Elizabethtown tiene una superficie total de 1.84 km², de la cual 1.83 km² corresponden a tierra firme y (0.7%) 0.01 km² es agua.

## Demografía
Según el censo de 2010, había 299 personas residiendo en Elizabethtown. La densidad de población era de 162,6 hab./km². De los 299 habitantes, Elizabethtown estaba compuesto por el 97.32% blancos, el 0% eran afroamericanos, el 0% eran amerindios, el 1.34% eran asiáticos, el 0% eran isleños del Pacífico, el 0% eran de otras razas y el 1.34% pertenecían a dos o más razas. Del total de la población el 1.34% eran hispanos o latinos de cualquier raza.